# Lucca Fries
Lucca Fries (* 1986 in Zürich) ist ein Schweizer Jazzmusiker (Piano, Komposition).

## Leben und Wirken
Fries, dessen Vater als Klavierlehrer tätig ist, hörte diesen als kleines Kind Bach spielen und improvisieren. Daher begann er neben dem klassischen Klavierunterricht selbst zu improvisieren. Mit sieben Jahre schenkte ihm sein Vater das Album Köln Concert von Keith Jarrett, das er über Monate jeden Abend vor dem Einschlafen hörte. 2012 absolvierte er seinen Master in Jazzperformance an der Hochschule Luzern; er schloss gleichfalls ein Masterstudium in Pädagogik an der Zürcher Hochschule der Künste ab.
Fries spielte zunächst vor allem solo und im Trio. 2011 bildete er mit den Schlagzeuger Jonas Ruther das Duo Hely; Hely veröffentlichte bisher drei Alben und trat 2021 beim Montreux Jazz Festival auf. Seit 2012 gehört er zudem neben dem Schlagzeuger Ramón Oliveras, den Vokalisten Anna Hirsch und Andreas Lareida und dem Bassisten Mo Meyer zum Groove-Jazz-Quintett Ikarus, mit dem er gleichfalls mehrere Alben veröffentlichte und in Mitteleuropa sowie in Japan auf Tournee war. Daneben gibt er Solokonzerte. Linda Sikhakhane holte ihn 2022 für die Aufnahme seines Albums Isambulo.

## Diskographische Hinweise
- Ikarus: Echo (Ronin 2015)[4]
- Hely: Jangal (Traumton Records 2016)
- Hely: Borderland (Ronin 2018)
- Ikarus: Mosaismic (Ronin 2019)[5]
- Ikarus: Plasma (Ronin 2022)[6]